# Société Générale
Société Générale là một trong những công ty dịch vụ tài chính lớn của châu Âu, có hoạt động trên khắp thế giới. Trụ sở đóng tại Tours Société Générale ở quận kinh doanh của La Défense phía Tây Paris, Pháp.
Société Générale là một trong những ngân hàng cổ nhất ở Pháp. Tên gọi ban đầu của nó là Société Générale pour favoriser le développement du commerce et de l'industrie en France (tiếng Anh: General Company for the Support of the Development of Commerce and Industry in France). Société Générale thường được giới tài chính quốc tế gọi là SocGen.
Ngày 24 tháng 1 năm 2008, ngân hàng này thông báo rằng một nhân viên giao dịch tương lai của ngân hàng này đã lừa đảo các giao dịch và làm cho ngân hàng này mất 4,9 tỷ Euro, số tiền mất lớn nhất như thế trong lịch sử.
Tháng 7 năm 2008 Thống đốc Ngân hàng Nhà nước Việt Nam chấp thuận cho Ngân hàng Thương mại Cổ phần Đông Nam Á (SeABank) bán cổ phần cho nhà đầu tư chiến lược nước ngoài là Ngân hàng Societe Generale S.A (Pháp), với tỷ lệ tối đa là 15% vốn điều lệ của ngân hàng này.